# Габріела Зідой
Габріела Зідой Мело дос Сантос (порт.-браз. Gabriela Zidoi Melo dos Santos; нар. 3 жовтня 2000) — бразильська футболістка, нападниця криворізького «Кривбаса».

## Життєпис
Футбольну кар'єру розпочала 2016 року в бразильському клубі «Віла-Нова», а наступного року перейшла до «Серри» (футбол 7x7). У сезоні 2017/18 років пеїхала до Португалії, де стала гравчинею лісабонської «Бенфіки». Проте в столичному клубі зіграла лише 1 поєдинок за молодіжну команду. Напередодні старту сезону 2020/21 років підсилила інший португальський клуб «Атлетіко». У футболці клубу з Браги відзначилася 1-ма голами в 14-ти матчах чемпіонату.
24 липня 2021 року підписала контракт з «Кривбасом». У футболці криворізького клубу дебютувала 31 липня 2021 року в нічийному (1:1) виїзному поєдинку 1-го туру Вищої ліги України проти «Восхода» (Стара Маячка). Габі вийшла на поле в стартовому складі, а на 85-ій хвилині її замінила Крук Дар'я Сергіївна. Дебютним голом за «Кривбас» відзначилася 7 серпня 2021 року на 17-ій хвилині переможного (4:0) домашнього поєдинку 2-го туру Вищої ліги України проти львівських «Карпат». Зідой вийшла на поле в стартовому складі, а на 58-ій хвилині її замінила Лідіане Де Олівейра.